# Asymbius foveicollis
Asymbius foveicollis es una especie de coleóptero de la familia Endomychidae.

## Distribución geográfica
Habita en la isla de Tokara (Japón).